# 11e régiment de zouaves
Le 11e Régiment de Zouaves est un régiment de zouaves de l'armée française.

## Création et différentes dénominations
- 1939 : Septembre, création du 11eRégiment de Zouaves
- 1940 : Juin, dissolution

## Chefs de corps
- lieutenant-colonel Bousquet

## Historique des garnisons, campagnes et batailles du11eZouaves
Le 11e zouave a participé à la bataille de la Dyle et celle d'Haubourdin du 26 mai 1940 au 30 mai 1940 avec la 2e DINA.
Bataille du pont de la dyle :
Entre le 14 et le 16 mai 1940, peu après l'invasion de la Belgique par les troupes allemandes, des compagnies françaises du 11e régiment de Zouaves s'étaient installées sur le territoire de Limelette et notamment sur le pont de la Dyle. Au cours des combats qui opposèrent les Français et les Allemands, une centaine de Zouaves, originaires de Jassans-Riottier, y ont perdu la vie.
À la suite de la bataille d'Haubourdin du 28 au 31 mai, les hommes de ce régiment de même que ceux de la 2e DINA du Général Pierre Dame défilèrent devant les troupes allemandes le 31 mai (voir le site de la ville d'Haubourdin qui retrace ces tragiques évènements)

### Batailles et combats
- 1940 :
  - du 10 au 18 mai participatipation à la bataille de la Dyle
  - 25 au 30 mai 1940 Poche de Lille

## Drapeau du régiment
Son drapeau ne porte aucune inscriptions.

## Postérité

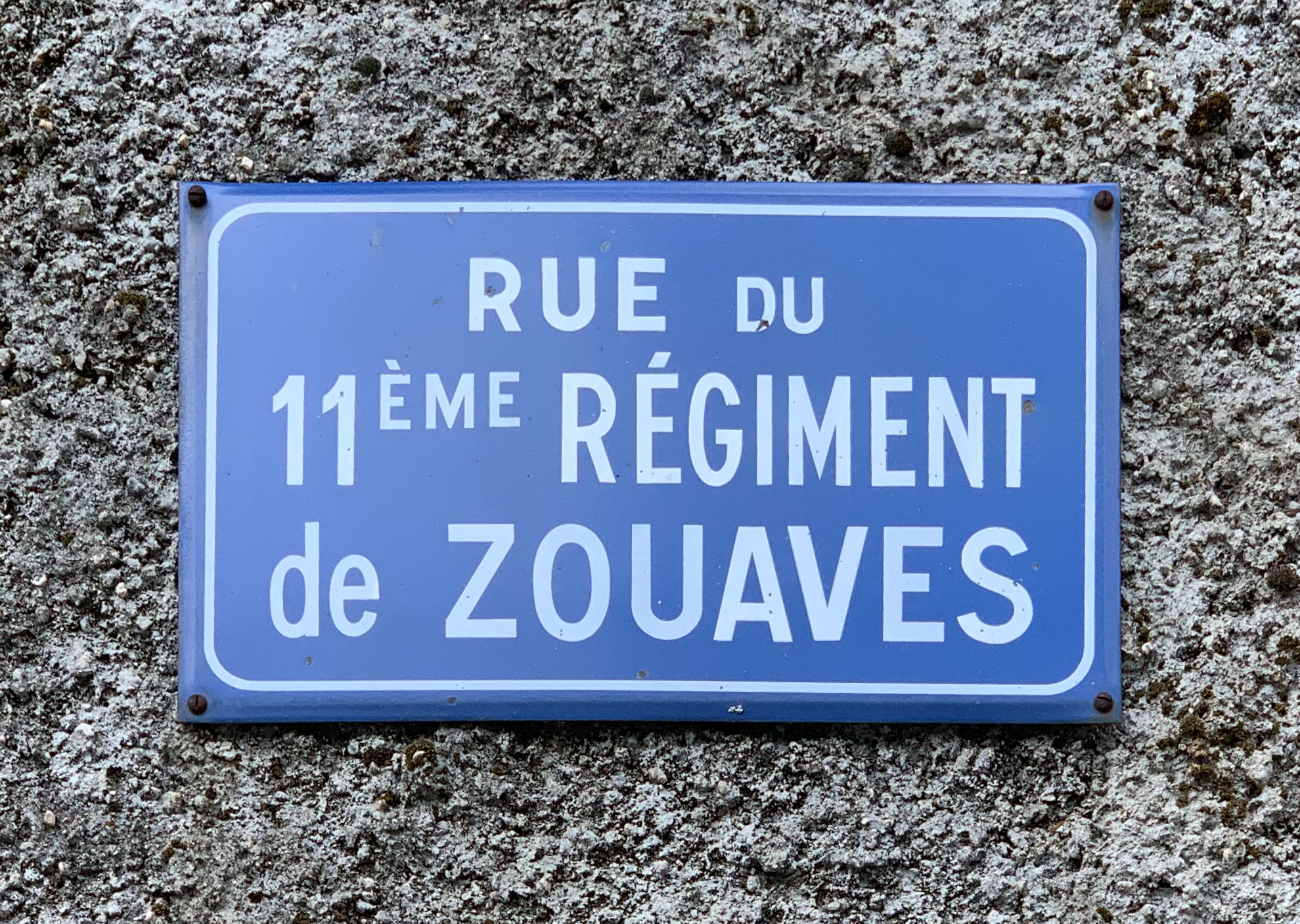
Plaque de rue à Belley (Ain)

À Belley, ville au le régiment tint garnison, une rue a été nommée rue du 11e régiment de zouaves.
A Limelette, ville défendue par le régiment durant la bataille de la Dyle, un pont porte leur nom. Le géant de cette entité porte le nom du premier zouave tombé lors de cette bataille : François. L'entité est également jumelée avec Jassans-Riotier, d'où provenaient beaucoup des zouaves du régiment.